# 敏真
敏真城，明朝时记载的西域城名，又作敏珠儿。

## 古人记载
敏真城国地域广阔，多有高山。中午时开集市，各种货物聚集，看重中国的瓷器、漆器。当地出产异香、骆驼、马。敏真城在明成祖永乐年间到中国进贡。敏真城使臣四十人，礼部供应一次羊、三只鹅、一只鸡、二只酒、四十瓶米、一石五斗面、四十觔果子、二斗烧饼、五十个糖饼、四十个蔬菜、厨料。其使者请求中国给予蟒衣、膝襕、磁器（瓷器）、布帛。明成祖不能推辞，量物而给他们。具体地望不详。

## 延伸阅读
[在维基数据编辑]
 《欽定古今圖書集成·方輿彙編·邊裔典·敏真部》，出自陈梦雷《古今圖書集成》
 《明史卷三百三十二》，出自《明史》